# Bogy (Franciaország)
Bogy település Franciaországban, Ardèche megyében. Lakosainak száma 471 fő (2022. január 1.). Bogy Champagne, Colombier-le-Cardinal, Peaugres, Peyraud és Saint-Désirat községekkel határos.

## Népesség
A település népességének változása:
| Lakosok száma | 166  | 201  | 245  | 320  | 416  | 429  | 434  | 444  | 448  | 471  |
|               | 1968 | 1982 | 1990 | 2006 | 2013 | 2015 | 2017 | 2019 | 2020 | 2022 |